# Wulf Bley
Wulf Bley, Pseudonym W.H. Hartwig, (* 14. Dezember 1890 in Berlin; † 20. April 1961 in Darmstadt) war ein deutscher Schriftsteller, Dramaturg und Radiosprecher. Er gehörte ab 1931 der NSDAP an und war SA-Sturmführer.

## Leben und Wirken
Als Sohn des Schriftstellers Fritz Bley besuchte er in seiner Jugend eine preußische Kadettenanstalt. Ab 1914 nahm er als Soldat am Ersten Weltkrieg teil, in dem er schwer verwundet wurde.
Von 1921 bis 1923 war Bley Redakteur der völkischen Zeitschrift Der Skalde (Berlin). In den Jahren 1923 und 1924 war er Geschäftsführer der Großdeutschen Zeitung, dem Ersatzorgan für den verbotenen Völkischen Beobachter. Seit 1926 arbeitete Bley als freier Schriftsteller. Später wurde Bley außerdem Sprecher und Kommentator beim Radio. Bley arbeitete bei der Funkstunde Berlin und dem Deutschlandsender mit.
1931 trat Bley in die SA ein, in der er den Rang eines Sturmführers in der Sturmabteilung 9 bekleidete. Zum 1. Januar 1932 schloss er sich der NSDAP an (Mitgliedsnummer 855.916). Am 30. Januar 1933 kommentierte Bley als Funkreporter im Radio den nächtlichen Fackelzug der SA durch die Wilhelmstraße anlässlich der Machtübernahme der NSDAP.
Bley wurde 1933 leitender Dramaturg am Deutschen Theater Berlin und leitete eine Abteilung bei der Reichsrundfunkkammer. Später übernahm Bley unter anderem die Radioberichterstattung von Wettkämpfen während der Olympischen Spiele.
Bley, den Erich Kästner als „totalitären Poeten“ charakterisierte, schrieb eine Reihe von Geschichtsromanen und politischen „Aufklärungsbüchern“ im Geist der nationalsozialistischen Ideologie.
Im Spanischen Bürgerkrieg war Bley Verbindungsoffizier des OKW zur Legion Condor. Während des Zweiten Weltkrieges war er bei der Luftwaffe Leiter der Auslandspropaganda. Nach Kriegsende lebte Bley in Wuppertal.
Zahlreiche von ihm verfasste und herausgegebene Schriften wurden in der Sowjetischen Besatzungszone auf die Liste der auszusondernden Literatur gesetzt.

## Schriften (Auswahl)
- Flugsport – Volksspart, 1930.
- Deutsche Luft Hansa A.G., (= Stätten deutscher Arbeit, Bd. 5), Widder-Verlag, Berlin 1932
- Deutsche Nationalerziehung und Rundfunkneubau!, 1932.
- Götzen werden Götter, 1932.
- Revolutionen der Weltgeschichte : Zwei Jahrtausende Revolutionen u. Bürgerkriege. Hrsg. mit e. Vorw. v. Wulf Bley unter Mitw. v. Werner Beumelburg [u. a.] Moser München, 1933
- Kabinett Hitler, 1933. (mit Hans Hinkel), Verlag Deutsche Kulturwacht, Berlin 1933
- Volk, flieg du wieder!, Berlin 1933.
- Flieger voran! : Das deutsche Volksbuch vom Fliegen. Von Richard Schulz. Unter Mitarb. von Wulf Bley. Mit e. Geleitw. von F. Christiansen. Verl. Deutsches Volksbuch, Berlin 1933
- Francesco und Beatrice. Roman in drei Akten, 1934. (Roman)
- Die Gibichunge, Schauspiel, Verlag Reimar Hobbing, Berlin 1934.
- Das Jahr I. Rhythmus und Tatbestände des ersten Jahres nationalsozialistischer Staatsführung. Mit 76 Tiefdruckbildern, Berlin s. a. [1934].
- Das Jugendbuch vom Weltkrieg, 1934.
- Flieger voran! Das deutsche Volksbuch vom Fliegen, 1935.
- Das Jahr II. Ereignisse und Tatbestände des zweiten Jahres nationalsozialistischer Staatsführung. Mit 64 Kupfertiefdrucktafeln, Berlin 1935.
- Moderne Heere-moderne Waffen. Mit 48 Abbildungen, Berlin s. a. [1935].
- Revolutionen der Weltgeschichte. Zwei Jahrtausende Revolutionen und Bürgerkriege. Herausgegeben mit einem Vorwort von W. Bley unter Mitwirkung von T. Adamheit, Bd. 2, München 1935. (Vorwort)
- SA marschiert. Leben und Kampf der braunen Bataillone,  Stuttgart 1933. (12 Auflagen)
- Luftarmeen ringsum, Zusammen mit Richard Schulz, Verl. Deutsche Kultur-Wacht, 1935.
- Vier über dem Feind. Fliegererlebnisse aus dem Weltkrieg, 1935.
- Das Jahr III. Mit 48 Kupfertiefdrucktafeln, Berlin 1936.
- Deutschland zur Luft, unter Mitarbeit führender Persönlichkeiten der deutschen Luftfahrt, Stuttgart 1936.
- Napoleon Bonaparte. Lebensroman eines Genies. Mit 24 Wiedergaben nach zeitgenössischen Bildern, Berlin s. a. [1936].
- Der falsche Dimitri, 1937. (Roman)
- Der Bolschewismus. Seine Entstehung und Auswirkung, herausgegeben mit einem Vorwort von Wulf Bley unter Mitwirkung von Theodor Adamheit, München 1938. (Vorwort)
- Die Besessenen, 1939.
- Mit Mann und Ross und Wagen. Funkberichte aus dem polnischen Feldzug, Leipzig 1939.
- Das Buch der Spanienflieger. Die Feuertaufe der neuen deutschen Luftwaffe, Leipzig 1939.
- Sie waren die ersten... Erstleistungen bei der Eroberung des Luftraumes. Herausgegeben von Wulf Bley, Leipzig 1940.
- Entschleierte Erde. Die schönsten und interessantesten Luftbilder aus allen Ländern der Erde. Mit 169 Aufnahmen, Leipzig s. a. [1937].
- Fernaufklärer über England, 1940.
- Kampf gegen den Westen. Neue Erlebnisberichte von der Land-, Luft- und Seefront. Zusammengestellt und bearbeitet von Wulf Bley, (= Zeitbücherei v. Hase & Koehler, Nr. 6), Leipzig 1940.
- Vier über dem Feind. Fliegererlebnisse aus dem Weltkrieg, Leipzig.
- Frau im Wirbel, Verlag Friedrich Rothbarth, Leipzig 1941.
- Sie waren die Ersten...Erstleistungen bei der Eroberung der Luft, 1941.
- Verena. Ein heiter Roman, 1943. (Roman)
- Wen liebst du, Verena? Ein heiterer Film- und Bühnenroman, 1949. (Neuauflage 1955 als Güldensee. Wen liebst du Verena?)
- Wild, Welt und Du. Jagd. und Tiergeschichten, 1949.
- Zu Dir kehrt heim mein Herz, 1955 (Roman)
- Die Erbin aus Übersee. Ein Roman über Liebe und Leid, 1956. (Roman)
- Sylvia und der Haifisch Rubin, Hamburg s. a. [1960]. (Roman) (unter dem Pseudonym W. H. Hartwig)
- Der Senninghof, Hannover s. a. [1958]. (unter dem Pseudonym W. H. Hartwig)
- Der Ruf aus der Ferne. Ein ergreifender Schicksalsroman, (= Lore-Romane, Bd. 389), Darmstadt 1956.
- Herzen zwischen Traum und Tag, 1956. (Roman)